# 351-й истребительный авиационный полк
351-й истребительный авиационный полк (351-й иап) — воинская часть Военно-воздушных сил (ВВС) Вооружённых Сил РККА, принимавшая участие в боевых действиях Советско-японской войны и Войны в Корее.

## Наименования полка
За весь период своего существования полк своё наименование не менял:
- 351-й истребительный авиационный полк;
- 351-й истребительный авиационный полк ПВО;
- Войсковая часть Полевая почта 06997.

## История полка
351-й истребительный авиационный полк начал формироваться 1 сентября 1941 года в ВВС 36-й армии Забайкальского фронта на аэродроме Чиндант-2 на основе 50 % личного состава 70-го иап по штату 015/134 (1-я аэ на самолётах И-16 с моторами М-63, 2-я аэ на И-16 с моторами М-25, 3-я аэ — на И-153). Окончив формирование 3 сентября 1941 года вошёл в состав 88-й смешанной авиационной дивизии ВВС 36-й армии.
|  |  |

По расформировании 88-й смешанной авиационной дивизии 16 февраля 1942 года непосредственно подчинён штабу ВВС 36-й армии Забайкальского фронта. 11 августа 1942 года вошёл в состав вновь сформированной 245-й истребительной авиадивизии ВВС Забайкальского фронта, а 15 августа вместе с дивизией вошёл в состав 12-й воздушной армии Забайкальского фронта. В декабре 1942 года полк был переформирован по штату 015/284, а 3-я эскадрилья с бипланами И-153 передана в 940-й иап 245-й иад. Вместо отданной 3-й аэ принята аэ из 64-го штурмового авиационного полка 12 ВА на самолётах И-16 (моторы М-25). В феврале 1943 года 2-я эскадрилья перевооружена с И-16 на истребители Як-7б. В 1944 году в течение года полк полностью перевооружён на Як-7б, а 1 ноября переформирован по штату 015/364. Перевооружение на Як-9 полк выполнил в марте 1945 года, а в мае 1945 года получил на вооружение самолёты Як-3 (3/4 боевого состава). К началу боевых действий с Японией (08.08.1945 г.) имел в боевом составе 35 Як-3 и 12 Як-9.

### Советско-японская война
В составе 245-й истребительной авиационной дивизии 12-й воздушной армии Забайкальского фронта принимал участие в советско-японской войне на самолётах Як-3 и Як-9 в период с 9 августа 1945 года по 3 сентября 1945 года (включён в состав действующей армии).
В составе дивизии принимал участие в Хингано-Мукденской наступательной операции с 9 августа 1945 года по 2 сентября 1945 года. За занятие Маньчжурии, Южного Сахалина и островов Сюмусю и Парамушир воинам полка в составе дивизии объявлена благодарность Верховного Главнокомандующего.
Итоги боевой деятельности полка в Советско-японской войне:
| Выполнено боевых вылетов | Сбито самолётов в воздухе                               | Боевых вылетов на прикрытие войск | Боевых вылетов на занятие аэродромов противника |
| ------------------------ | ------------------------------------------------------- | --------------------------------- | ----------------------------------------------- |
| 275                      | Встреч с самолётами противника и воздушных боев не было | 21                                | 194                                             |

Свои потери (небоевые):
| Потеряно самолётов, всего | Погибло лётчиков всего |
| ------------------------- | ---------------------- |
| 2 (Як-3)                  | нет                    |

### Послевоенный период истории полка
После войны полк в составе 245-й истребительной авиационной дивизии 1 октября 1945 года из 12-й воздушной армии передан в 9-ю воздушную армию Приморского Военного округа с перебазированием на аэродром Дальний (Даолянь). В период с 4 октября 1948 года по 1 января 1949 года полк перевооружён на самолёты Ла-11. На основании приказа Военного Министра СССР 14 февраля 1950 года полк переименован в 351-й истребительный авиационный полк ПВО и включён в состав 106-й истребительной авиационной дивизии ПВО Шанхайской группы войск ПВО, созданной для организации противовоздушной обороны г. Шанхая. К 7 марта 1950 года полк перебазировался с аэродрома Дальний на аэродром Сюйчжоу в состав 106-й истребительной авиационной дивизии ПВО, имея в боевом составе 40 Ла-11 и 1 УЛа-9.

### Выполнение задач ПВО КитаяиВойна в Корее
К выполнению боевых задач по противовоздушной обороне г. Шанхая полк приступил 08 марта 1950 года на самолётах Ла-11. Окончил выполнение боевых задач 1 августа 1950 года. Полк также занимался переучиванием китайских лётчиков на поступивших на вооружение в 1950 году Китайских ВВС истребителей Ла-11.
Результаты боевой работы:
| Выполнено боевых вылетов | Сбито самолётов ВВС Гоминьдана | Потеряно самолётов (небоевые) | Погибло лётчиков (небоевые) |
| ------------------------ | ------------------------------ | ----------------------------- | --------------------------- |
| 226                      | 4                              | 1 Ла-11                       | 1                           |

За отличное выполнение боевого задания руководство НОАК объявило благодарность личному составу Шанхайской группы войск ПВО. Все военнослужащие были награждены китайской медалью «За оборону Нового Шанхая».
В связи с началом боевых действий на Корейском полуострове 23 июня 1951 года полк включён в состав 64-го иак как отдельный ночной истребительный авиационный полк и приступил ведению боевых действий в Войне в Корее. Ввиду низкой эффективности боевого применения поршневого самолёта Ла-11 в воздушных боях против реактивной авиационной техники полк в феврале 1952 года освоил в боевых условиях самолёт МиГ-15, на котором продолжил боевые действия. Полк 18 февраля 1953 года был заменён по плану на 298-й истребительный авиационный полк ПВО.
Результаты боевой работы:
| Выполнено боевых вылетов | Проведено воздушных боев | Сбито самолётов сил ООН      | Подбито самолётов сил ООН |
| ------------------------ | ------------------------ | ---------------------------- | ------------------------- |
| 1120                     | 39                       | 15 (9 Б-29, 5 Б-26, 1 РБ-50) | 7                         |

Свои потери:
| Потеряно самолётов (боевые/небоевые) | Погибло лётчиков всего (небоевые) |
| ------------------------------------ | --------------------------------- |
| 2 МиГ-15/2 Ла-11                     | 1                                 |

|  |  |  |

### Период после Войны в Корее
Окончив боевые действия в Корее полк 20 марта 1953 года закончил передислокацию на аэродром Горелово (Ленинградская область), где вошёл в состав 44-й иад 25-й ВИА ПВО. В мирное время полк выполнял задачи противовоздушной обороны страны, последовательно входя вместе с дивизией в состав 25-й воздушной истребительной армии, затем с 01.06.1954 г. — в состав Особой Ленинградской армии ПВО. В 1954 году полк переучился на МиГ-17. В период с 3 по 25 марта 1958 года в связи с новой концепцией построения системы ПВО полк был расформирован.

## Командиры полка
- майор, подполковник Зубарев Александр Сергеевич[3], 04.08.1942 — 10.1946
- полковник Макаров, Валентин Николаевич[5], 07.03.1950 — 20.03.1953

## Отличившиеся воины
- Карелин Анатолий Михайлович, майор, заместитель командира по лётной подготовке — лётчик-инспектор по технике пилотирования 351-го отдельного ночного истребительного авиационного полка 64-го истребительного авиационного корпуса Указом Президиума Верховного Совета СССР от 14 июля 1953 года удостоен звания Героя Советского Союза. Золотая Звезда № 10832.

## Лётчики-асы полка
| Фамилия, имя отчество       | Награды | Сбито самолётов | Примечание |
| --------------------------- | ------- | --------------- | --- |
| Душин Павел Фёдорович       |         | 5+0             | Лётчик полка: с 1950 года. 14.03.1950 г. в районе Шанхая на Ла-11 перехватил и сбил гоминьдановский бомбардировщик Б-25 «Митчелл». Война в Корее (1950—1953: с июля 1951 г. по февраль 1953 г., сбитых самолётов: 2 + 0. 16.11.1951 г. — Б-26 район р. Ялуцзян, 05.06.1952 г. — Б-26 район р. Ялуцзян                                                                                          |
| Ефимов Пётр Иванович        |         | 19 + 0          | Лётчик полка: Война в Корее (1950—1953), боевую работу вёл на Ла-11 и МиГ-15 с июля 1951 г. по февраль 1953 г. Сбитых самолётов противника нет. |
| Карелин Анатолий Михайлович |         | 6 + 0           | Лётчик полка: с 1950 года. Великая Отечественная война (1941—1945): боевую работу вёл в составе 203-го окрап с января по май 1945 г. Сбитых самолётов противника нет. Война в Корее (1950—1953): боевую работу вёл на Ла-11 и МиГ-15 в составе 351-го иап с июля 1951 г. по февраль 1953 г. Сбитых самолётов: 6 + 0. Боевых вылетов: около 50, воздушных боев: около 10. Умер 3 января 1974 г. |
| Макаров Валентин Николаевич |         | 28 + 10         | Лётчик полка: Война в Корее (1950—1953). Боевую работу вёл на Ла-11 и МиГ-15 с июля 1951 г. по февраль 1953 г. Сбитых самолётов противника нет. Умер 20 мая 1978 г. |
| Тарасов Дмитрий Афанасьевич |         | 5 + 1           | Лётчик полка: с 1945 г. Советско-японская война (1945), Як-3 в составе 35-го иап. Сбитых самолётов противника нет. Боевых вылетов: 1. Война в Корее (1950—1953) на МиГ-15 в составе 18-го гв. иап с мая 1951 г. по февраль 1952 г. Сбитых самолётов: 1 + 0. |

## Самолёты на вооружении
| Период         | Самолёты | Фото                            | Период         | Самолёты | Фото                                        |
| -------------- | -------- | ------------------------------- | -------------- | -------- | ------------------------------------------- |
| 09.1941 — 1943 | И-16     | Polikarpov I-16-Spain (clipped) | 09.1941 — 1942 | И-153    | Poliakarpov I-153 Musee du Bourget P1010993 |
| 02.1943 — 1945 | Як-7б    | Як-7                            | 1942 — 1945    | Ла-5     | Ла-5 эскадрильи «Монгольский арат»          |
| 1945 — 1946    | Як-9     | Як-9                            | 05.1945 — 1946 | Як-3     | Як-3                                        |
| 1946 — 1947    | Ла-7     | Ла-7                            | 1947 — 1949    | Ла-9     | Ла-9                                        |
| 10.1948 — 1952 | Ла-11    | Ла-11                           | 02.1952 — 1954 | МиГ-15   | МиГ-15                                      |
| 1954 — 1958    | МиГ-17   | МиГ-17                          |                |          |                                             |

## Базирование
| Период                  | Аэродром                        |
| ----------------------- | ------------------------------- |
| 01.09.1941 — 08.08.1945 | Чиндант, Забайкальский край     |
| 08.08.1945 — 09.1945    | Монголия                        |
| 01.10.1945 — 07.03.1950 | Даолянь, Китай                  |
| 07.03.1950 — 23.06.1951 | Сюйчжоу, Китай                  |
| 23.06.1951 — 18.02.1953 | Аньшань, Китай                  |
| 20.02.1953 — 25.03.1958 | Горелово, Ленинградская область |